# ناثان صوايا
ناثان صوايا (بالإنجليزية: Nathan Sawaya)‏ هو نحات وفنان أمريكي، ولد في 10 يوليو 1973 في كولفيل في الولايات المتحدة.